# Valeska Naranjo
Valeska Elizabeth Naranjo Dawson (Santiago, 16 de septiembre de 1975) es una antropóloga social y política chilena, militante del Frente Amplio. Entre marzo de 2022 y marzo de 2023 se desempeñó como subsecretaria General de Gobierno, bajo el gobierno del presidente Gabriel Boric.

## Familia y estudios
Nacida en Santiago de Chile el 16 de septiembre de 1975, hija de Raúl Hernán Naranjo Lara y Patricia Margarita Dawson Vidal. Realizó sus estudios secundarios en el Liceo 7 de niñas Luisa Saavedra de González; en ese periodo participó integrándose las Juventudes Comunistas de Chile (JJCC), a las que renunció luego del retorno a la democracia en 1990, a la edad de trece años. Posterior a ello, fue presidenta del Centro de Alumnas. Durante la década de 1990, actuó como líder estudiantil.
En 1992, ingresó a estudiar antropología en la Universidad de Chile, especializándose en la antropología social. Tras titularse, cursó un magíster en comunicación política en la misma casa de estudios, cuya tesis terminó años después por razones de maternidad. Posteriormente, efectuó un Coach Ontológico Newfield. En 2019, ingresó a un programa de Doctorado en Género y Feminismo en la Universidad Complutense de Madrid (España), el cual se encuentra actualmente cursando.
Está casada desde 2007 con el alcalde de la comuna de Independencia, Gonzalo Durán. Es madre de dos hijos.

## Trayectoria profesional
Su trayectoria se ha basado en ejecución y diseño de políticas públicas, ha trabajado en el mundo público y privado, así como en el desarrollo de proyectos de gestión en el ámbito de la participación ciudadana, identidad y desarrollo sociocultural.
En el mundo privado ha sido consultora experta en gestión de participación y comunidades, así como en gestión organizacional, comunicación interna y externa. También junto a un grupo de profesionales, fue parte del colectivo Santiago Amable, con quienes buscó mejorar espacios públicos a través del arte y la participación de los ciudadanos.

## Trayectoria política
Su carrera política se ha desarrollado en varios ministerios de Estado del gobierno de Chile. Comenzó en el gobierno del presidente Ricardo Lagos, en 2001, donde ejerció como jefa de la División de Programación del entonces Ministerio de Economía, Fomento y Reconstrucción.
Luego, durante el primer gobierno de Michelle Bachelet, ejerció labores como encargada intersectorial y como parte del equipo que constituyó el programa público "Quiero mi barrio" en el Ministerio de Vivienda y Urbanismo, posteriormente se trasladó al Ministerio del Interior, prestando dichas funciones.
Durante el segundo gobierno de Michelle Bachelet, regresó a trabajar en labores similares bajo el mismo Ministerio, esta vez en el Servicio Nacional para la Prevención y Rehabilitación del Consumo de Drogas y Alcohol (Senda).
Como resultado de su permanente interés público, fue candidata independiente por la lista «La Fuerza de la Mayoría» para ser diputada en las elecciones parlamentarias de 2017. Obtuvo un 0,5 de los votos, no resultando electa.
El 1 de febrero del 2022, el entonces presidente electo Gabriel Boric, la nombró como futura subsecretaria General de Gobierno, siendo la única militante del movimiento en formación Fuerza Común, del gabinete. Asumió sus funciones el 11 de marzo de 2022, con el inicio de la administración de Boric. A fines de septiembre del mismo año, Fuerza Común pasó a integrar el partido Convergencia Social (CS), transformándose, por consiguiente, en militante de esa colectividad. Con ocasión del segundo cambio de gabinete de Boric, el 10 de marzo de 2023, dejó el puesto gubernamental, siendo sucedida por la periodista Nicole Cardoch Ramos.

## Historial electoral

### Elecciones parlamentarias de 2017
- Elecciones parlamentarias de 2017, candidata a diputada por el distrito 10 (La Granja, Macul, Ñuñoa, Providencia, San Joaquín y Santiago)[11]

| Candidato                    | Pacto                    | Partido | Votos   | %    | Resultado |
| ---------------------------- | ------------------------ | ------- | ------- | ---- | --------- |
| Giorgio Jackson Drago        | Frente Amplio            | RD      | 103 337 | 23.7 | Diputado  |
| Marcela Sabat Fernández      | Chile Vamos              | RN      | 54 573  | 12.5 | Diputada  |
| Luciano Cruz-Coke Carvallo   | Chile Vamos              | EVO     | 38 105  | 8.7  | Diputado  |
| Jorge Alessandri Vergara     | Chile Vamos              | UDI     | 30 820  | 7.1  | Diputado  |
| Maya Fernández Allende       | La Fuerza de la Mayoría  | PS      | 28 377  | 6.5  | Diputada  |
| Alberto Mayol Miranda        | Frente Amplio            | IND-PI  | 25 320  | 5.8  |           |
| Claudio Arriagada Macaya     | Convergencia Democrática | DC      | 18 020  | 4.1  |           |
| Ramón Farías Ponce           | La Fuerza de la Mayoría  | PPD     | 14 235  | 3.3  |           |
| Julio Isamit Díaz            | Chile Vamos              | IND-UDI | 10 675  | 2.5  |           |
| Sebastián Torrealba Alvarado | Chile Vamos              | RN      | 10 196  | 2.3  | Diputado  |
| Luis Larraín Stieb           | Chile Vamos              | IND-EVO | 8303    | 1.9  |           |
| Carolina Lavin Aliaga        | Chile Vamos              | UDI     | 7968    | 1.9  |           |
| Dauno Tótoro Navarro         | Independiente            | IND     | 7549    | 1.7  |           |
| Julia Urquieta Olivares      | La Fuerza de la Mayoría  | PCCh    | 6456    | 1.5  |           |
| Rosa Oyarce Suazo            | Chile Vamos              | RN      | 6107    | 1.4  |           |
| Javiera Olivares Mardones    | La Fuerza de la Mayoría  | PCCh    | 6027    | 1.4  |           |
| Francisco Figueroa Cerda     | Frente Amplio            | PEV     | 5790    | 1.3  |           |
| Gonzalo Winter Etcheberry    | Frente Amplio            | RD      | 5238    | 1.2  | Diputado  |
| Nicolás Muñoz Montes         | Convergencia Democrática | DC      | 5077    | 1.2  |           |
| Natalia Castillo Muñoz       | Frente Amplio            | RD      | 4442    | 1.0  | Diputada  |
| Valeska Naranjo Dawson       | La Fuerza de la Mayoría  | IND-PS  | 2073    | 0.5  |           |

### En redes sociales
- Valeska Naranjo en X (antes Twitter)

- Datos: Q110821400